# يوناس أوملين
يوناس أوملين (بالألمانية: Jonas Omlin) (مواليد 10 يناير 1994) هو لاعب كرة قدم سويسري ، يجيد اللعب في مركز حراسة المرمى ، ويلعب حاليًا لنادي لوتسيرن السويسري.

## مسيرته الكروية
بدأ يوناس أوملين مسيرته الكروية في فرق الناشئين والشباب في ناديي سارنين وفريق الرديف لنادي لوتسيرن ، وفي يوليو 2012 انتقل إلى نادي كرينز لمدة عامين في دوري الدرجة الترويجي السويسري 1.
وفي يوليو 2014 عاد مرة أخرى إلى نادي لوتسيرن في دوري السوبر ، وشارك في أول مباراة له مع الفريق ضد فريق بازل في 21 مارس 2015 ، وفي موسم 2014–2015 شارك بشكل أساسي مع فريق الرديف لنادي لوتسيرن في دوري الدرجة الأولى السويسري.
وفي يوليو 2015 أعير إلى نادي لو مون لوزان (المشارك في دوري التحدي) لموسم واحد إلى 30 يونيو 2016.

## روابط خارجية
- يوناس أوملين على موقع الاتحاد الدولي (مؤرشف)  (الإنجليزية)
- يوناس أوملين على موقع الاتحاد الأوربي (الإنجليزية)
- يوناس أوملين على موقع إي إس بي إن إف سي (الإنجليزية)
- يوناس أوملين على موقع قاعدة بيانات كرة القدم.إي يو (الإنجليزية)
- يوناس أوملين على موقع ليكيب (الفرنسية)
- يوناس أوملين على موقع ناشيونال فوتبول تيمز (الإنجليزية)
- يوناس أوملين على موقع Soccerbase.com (لاعب) (الإنجليزية)
- يوناس أوملين على موقع Soccerway.com (الإنجليزية)
- يوناس أوملين على موقع عالم كرة القدم.نت (الإنجليزية)
- Jonas Omlin